# Taq polimerasi
La Taq polimerasi (DNA polimerasi termostabile) è una polimerasi, proveniente dall'organismo termofilo Thermus aquaticus. 
L'enzima è costituito da una singola catena polipeptidica, con massa molecolare di 94 kDa. Presenta un'attività principale DNA-polimerasi DNA-dipendente in direzione 5'→3', per la quale è richiesta una temperatura ottimale di 75-80 °C e la presenza di ioni Mg2+ (ad es. MgCl2); in tali condizioni la reazione avviene con elevata processività e alto numero di turn over. 
La reazione polimerasica prevede la formazione del legame fosfodiesterico fra un terminale 3'-OH di un nucleotide di innesco e il fosfato alfa sul 5'-trifosfato di un nucleotide libero (dATP, dGTP, dCTP, dTTP), con rilascio di pirofosfato (PPi). L'enzima segue le regole di complementarità fra le basi (A-T/C-G) imposte dal templato, inoltre un terminale 3'-OH è sempre richiesto, come per tutte le DNA polimerasi ed in mancanza è sempre necessario un primer per iniziare la sintesi.
n(dNP)+ dNTP ---> n+1(dNP) + PPi 
Inoltre l'enzima possiede un'attività esonucleasica 5'--> 3', mentre non mostra alcuna attività esonucleasica 3'--> 5'. Questo fatto contribuisce a rendere la PCR un metodo non particolarmente sensibile, in quanto l'accuratezza della Taq-Pol è di circa 1 errore ogni 104 nucleotidi aggiunti, valore che non viene migliorato in quanto sono appunto assenti tutti i meccanismi di controllo efficaci per la sintesi 5' --> 3'.
Questo tipo di polimerasi è conosciuta in particolar modo perché utilizzata per la tecnica di reazione a catena della polimerasi, nella fase di allungamento (sintesi filamento complementare di DNA). La caratteristica resistenza a temperature elevate permette il suo utilizzo in quanto il DNA, per essere amplificato con tale tecnica, deve essere prima denaturato in due filamenti separati ad una temperatura di 94 °C, temperatura che distrugge le normali polimerasi.
Un ulteriore uso riguarda il sequenziamento di frammenti che presentano forti strutture secondarie a basse temperature, per i quali l'uso dei normali enzimi sarebbe inadeguato.